# 待罪者
待罪者是古希腊宗教仪式中用于进行仪式性祭祀或放逐的对象，替罪者一般是社会边缘人士，例如罪犯、奴隶、穷人。